# Film by the Sea

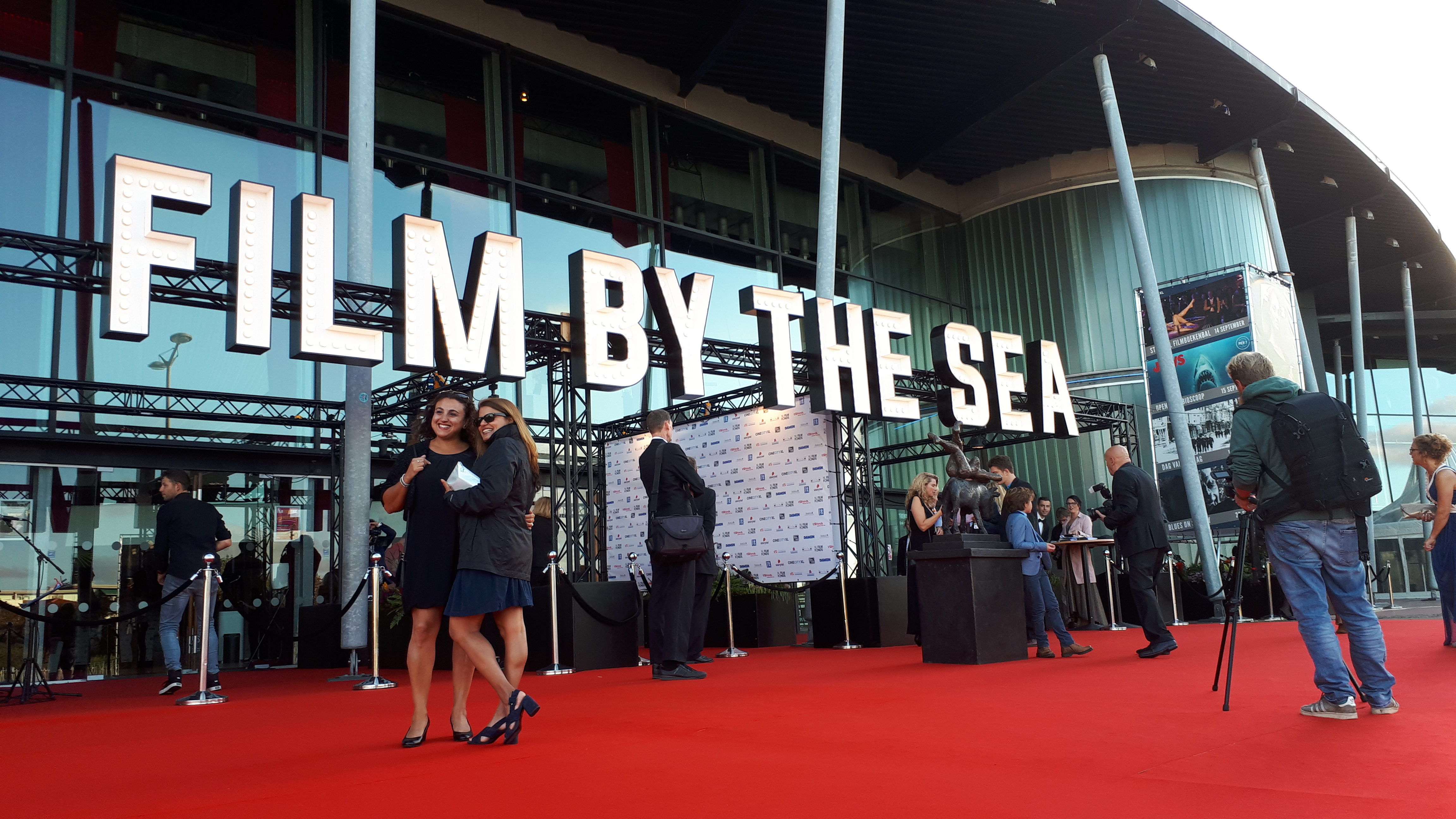

Film by the Sea ist ein Filmfestival, das jährlich im niederländischen Vlissingen abgehalten wird.

## Hintergrund
Film by the Sea entstand 1999. Es bietet Vorpremieren großer kommerzieller Filme sowie von Arthouse-Filmen, die in den Niederlanden noch keinen Verleih haben. Der Schwerpunkt liegt hierbei auf Literaturverfilmungen. Die Veranstaltung findet u. a. im dortigen Kino Cine City statt und hat in jedem Jahr ca. 45.000 Besucher.
2003 und 2004 fand die Veranstaltung auch in Scheveningen statt, jedoch war dem kein großer Erfolg beschieden. Heute findet das Festival neben Vlissingen auch in Terneuzen, Zeeland, Goes, Oostburg und Bergen op Zoom statt. Film by the Sea liefert auch das inhaltliche Programm für ein gleichnamiges Festival auf Schiermonnikoog, das im Januar 2020 zum ersten Mal stattfand.

## Preise
Es werden verschiedene Preise ausgereicht, so der Career Achievement Award, der Film & Literature Award, der Le Prix VLC, der Youth Jury Award und der International Student Jury Award.

## Film- und Literaturpreis
Der Preis, den es seit 2000 gibt, ist Buchverfilmungen gewidmet. Die bisherigen Gewinner sind:
| Jahr | Gewinner                                       | Regisseur                | Land      | Jury |
| ---- | ---------------------------------------------- | ------------------------ | --------- | --- |
| 2000 | Angels of the Universe                         | Fridrik Thor Fridriksson | IS        | Frans Weisz, Renée Soutendijk, Judith Herzberg und Thom Hoffman |
| 2001 | Das Gewicht des Wassers                        | Kathryn Bigelow          | US        | Fons Rademakers (Vorsitzender), Rinus Ferdinandusse, Marion Bloem, Nouchka van Brakel und Erik de Bruyn                                                                  |
| 2002 | Burning in the Wind                            | Silvio Soldini           | IT        | Rinus Ferdinandusse (Vorsitzender), Digna Sinke, Jos Stelling, Remco Campert, Kees van Beijnum und Kristien Hemmerechts                                                  |
| 2003 | Mang Jing                                      | Li Yang                  | CN        | Rinus Ferdinandusse (Vorsitzender), Connie Palmen, Lili Rademakers, Peter van Bueren, Ate de Jong, Ronald Giphart und Geert Mak                                          |
| 2004 | Witnesses                                      | Vinko Bresàn             | HR        | Rinus Ferdinandusse (Vorsitzender), Manon Uphoff, Heleen van Royen, Jasperina de Jong, Pieter Verhoeff, Ineke Houtman und Hans van Mierlo                                |
| 2005 | Die Axt                                        | Constantin Costa-Gavras  | FR        | Rinus Ferdinandusse (Vorsitzender), Mensje van Keulen, Helga Ruebsamen, Martin Bril, Mimoun Oaïssa und Karim Traïdia                                                     |
| 2006 | Mother of Mine                                 | Klaus Härö               | FI        | Rinus Ferdinandusse (Vorsitzender), Jan Brokken, Annejet van der Zijl, Marleen Gorris, Tommy Wieringa, Willeke van Ammelrooy und Herman Koch                             |
| 2007 | Border Post                                    | Rajko Grlic              | HR        | Rinus Ferdinandusse (Vorsitzender), Chiem van Houweninge sr., Sylvia Kristel, Tessa de Loo, Peter van Straaten und Alex van Warmerdam                                    |
| 2008 | Die Klasse                                     | Laurent Cantet           | FR        | Rinus Ferdinandusse (Vorsitzender), Maria Goos, Thekla Reuten, Christine Otten, Gerbrand Bakker und Ben Verbong                                                          |
| 2009 | Die Eleganz der Madame Michel                  | Mona Achache             | FR        | Rinus Ferdinandusse (Vorsitzender), Marjolein Beumer, Nelleke Noordervliet, Tania Heimans, Nazmiye Oral, Max van Praag und Pierre Bokma                                  |
| 2010 | Submarino                                      | Thomas Vinterberg        | DK        | Rinus Ferdinandusse (Vorsitzender), Johanna ter Steege, Rosita Steenbeek, Marjan Berk, Kees van Kooten, Mark de Cloe und Franca Treur                                    |
| 2011 | Oranges and Sunshine                           | Jim Loach                | GB        | Rinus Ferdinandusse (Vorsitzender), Paul Verhoeven, Sylvia Hoeks, Peter Buwalda, Stine Jensen, Maria Peters und Marieke van der Pol                                      |
| 2012 | Shadow Dancer                                  | James Marsh              | GB        | Rinus Ferdinandusse (Vorsitzender), Liz Snoijink, Michiel Romeyn, Jacques van Heijningen, Sonia Herman Dolz, Jan van Mersbergen, Abdelkader Benali und Jessica Durlacher |
| 2013 | The Attack                                     | Ziad Doueri              | LB        | Rinus Ferdinandusse (Vorsitzender), Adriaan van Dis, Huub van der Lubbe, Mijke de Jong, Monic Hendrickx und Tatjana van Zanten                                           |
| 2014 | I Won’t Come Back                              | Ilmar Raag               | EE        | Adriaan van Dis (Vorsitzender), Carolijn Visser, René Appel, Carine Crutzen, Jan Decleir und Heddy Honigmann                                                             |
| 2015 | A Perfect Day                                  | Fernando León de Aranoa  | ES        | Adriaan van Dis (Vorsitzender), Olga Zuiderhoek, Dimitri Verhulst, Michiel van Erp, Joke van Leeuwen, Jan Vantoortelboom und Marina Blok                                 |
| 2016 | Gleißendes Glück                               | Sven Taddicken           | DE        | Adriaan van Dis (Vorsitzender), Saskia Noort, Winnie Sorgdrager, Yentl Schieman, Annelies Verbeke, André van Duren und Jaap Robben                                       |
| 2017 | Homecoming (1945)                              | Ferenc Török             | HU        | Adriaan van Dis (Vorsitzender), Ariane Schluter, Hans Maarten van den Brink, Oek de Jong, Paula van der Oest, Peter Slager und Robert Jan Westdijk                       |
| 2018 | Das schweigende Klassenzimmer                  | Lars Kraume              | DE        | Adriaan van Dis (Vorsitzender), Hanna Bervoets, Mike van Diem, Ida Does, Hetty Naaijkens-Retel Helmrich, Antoinette Beumer, Alex Boogers und Marieke Lucas Rijneveld     |
| 2019 | Ghost Town Anthology                           | Denis Côté               | CA        | Stine Jensen (Vorsitzende), Henny Vrienten, Maartje Wortel, Rudolf van den Berg und Genelva Krind                                                                        |
| 2020 | Deutschstunde                                  | Christian Schwochow      | DE        | Stine Jensen (Vorsitzender), Thomas Rosenboom, Babs Gons, Joyce Roodnat und Esmé Lammers                                                                                 |
| 2021 | Persischstunden (Persian Lessons)              | Vadim Perelman           | DEU/RUS   | Jaap Robben (Vorsitzender), Jan Verheyen, Sabri Saad El Hamus, Nhung Dam und Gerda Blees                                                                                 |
| 2022 | Entre Deux Mondes                              | Emmanuel Carrère         | FR        | Mijke de Jong (Vorsitzender), Victor Löw, Vamba Sherif, Roel Van Bambost und Roberta Petzoldt                                                                            |
| 2023 | Wann wird es endlich wieder so, wie es nie war | Sonja Heiss              | DE        | Monic Hendrickx (Vorsitzende), Eva Cools, Peter van Dongen, Wim Hofman und Bodil de la Parra                                                                             |
| 2024 | Poison                                         | Désirée Nosbusch         | Luxemburg | Jos Stelling (Vorsitzender), Nathalie Pagie, Elte Rauch, Ilona van Genderen Stort und Daniël Boissevain                                                                  |

## Eröffnungsfilme
- 1999: The Delivery von Roel Reiné
- 2000: U-571 von Jonathan Mostow
- 2001: Captain Morelli's Mandolin von John Madden
- 2002: Bend It Like Beckham von Gurinder Chadha
- 2003: Calendar Girls von Nigel Cole
- 2004: Eternal Sunshine Of The Spotless Mind von Michel Gondry
- 2005: Don’t Come Knocking von Wim Wenders
- 2006: Scoop – Der Knüller von Woody Allen
- 2007: Een manier om thuis te komen: Umoja live von Chiem von Houweninge Jr. und Peter Slager
- 2008: Burn After Reading von Joel und Ethan Coen
- 2009: De Storm von Ben Sombogaart
- 2010: The American von Anton Corbijn
- 2011: Midnight in Paris von Woody Allen
- 2012: Beasts of the Southern Wild von Benh Zeitlin
- 2013: Gabrielle von Louise Archambault
- 2014: Dorsvloer vol confetti von Tallulah Hazekamp Schwab
- 2015: A Royal Night Out von Julian Jarrold
- 2016: Florence Foster Jenkins von Stephen Frears
- 2017: In Blue von Jaap von Heusden
- 2018: Becoming Astrid von Pernille Fischer Christensen und Kim Fupz Aakeson
- 2019: Die schönste Zeit unseres Lebens von Nicolas Bedos
- 2020: Mein Jahr in New York von Philippe Falardeau
- 2021: Ninjababy von Yngvild Sve Flikke
- 2022: Good Luck to You, Leo Grande von Sophie Hyde

## Career Achievement Award
Das Festival ehrt erfolgreiche Regisseure und Schauspieler regelmäßig mit dem Preis für ihr Lebenswerk, genannt der Career Achievement Award. Vor 2019 hieß er noch Lifetime Achievement Award, Grand Acting Award oder Grand Director Award.
- 2000: Morgan Freeman
- 2003: Ettore Scola
- 2004: Miloš Forman und Saul Zaentz
- 2005: István Szabó
- 2006: Jonathan Demme
- 2007: Volker Schlöndorff, Ben Kingsley
- 2008: Jean-Pierre Dardenne, Luc Dardenne, Michael Nyqvist
- 2009: George Sluizer
- 2010: Jean-Claude Carrière
- 2011: Terence Davies, Paul Verhoeven
- 2012: Jim Sheridan, Robbe De Hert
- 2013: Jan Decleir
- 2014: Jan Troell, Rutger Hauer
- 2015: Monic Hendrickx
- 2016: Claudia Cardinale
- 2017: Bruno Ganz
- 2018: Sophia Loren
- 2019: Claude Lelouch
- 2020: Olga Zuiderhoek
- 2021: Frans Weisz
- 2022: Guillermo Arriaga
- 2023: Nastassja Kinski
- 2024: Raymond Thiry

## Publikumspreis
- 1999: A Love Divided von Syd Macartney
- 2000: Innocence von Paul Cox
- 2001: A Song for Tibet von Xie Fei
- 2006: Son of Man
- 2007: El Hombre de Arena von José Manuel Gonzáles
- 2008: Young @ Heart von Stephen Walker
- 2009: Oben von Pete Docter und Bob Petersen Daniels
- 2010: Zeeuwse Ridders von Jacomien Kodde
- 2011: The Help von Tate Taylor
- 2012: Now Is Good – Jeder Moment zählt von Ol Parker
- 2013: Fegefeuer von Antti Jokinen
- 2014: 12 Years a Slave von Steve McQueen
- 2015: I dine hænder von Samanou Acheche Sahlstrøm
- 2016: I, Daniel Blake von Ken Loach
- 2017: Eine bretonische Liebe von Carine Tardieu
- 2018: Das schweigende Klassenzimmer von Lars Kraume
- 2019: The Purity of Vengeance von Christoffer Boe
- 2020: Daniel von Niels Arden Oplev
- 2021: Nowhere Special von Uberto Pasolini
- 2022: Mediterraneo: The Law of the Sea von Marcel Barrena
- 2023: Rocco & Sjuul von Anna van der Heide. Een meteoriet op Walcheren von Fifi Visser wurde als favorisierter Film aus Zeeland gewählt.
- 2024: En Fanfare von Emmanuel Courcol

## Youth Jury Award
Seit 2011 werden Filme auch von einer Jury bewertet, die sich aus jungen Menschen aus den Niederlanden und Flandern zusammensetzt.
- 2011: La piel que habito von Pedro Almodóvar
- 2012: Kompani Orheim von Arild Andresen
- 2013: The Weight of Elephants von Daniel Borgman
- 2014: The Tree (Drevo) von Sonja Prosenc
- 2015: Mustang von Deniz Gamze Ergüven
- 2016: Der die Zeichen liest (Uchenìk) von Kirill Semjonowitsch Serebrennikow
- 2017: The Square von Ruben Östlund
- 2018: Was werden die Leute sagen (Hva vil folk si) von Iram Haq
- 2019: Die schönste Zeit unseres Lebens (La belle époque) von Nicolas Bedos
- 2020: Slalom von Charlène Favier
- 2021: Sun Children von Majid Majidi
- 2022: Klondike von Maryna Er Horbatsch
- 2023: Je verrai toujours vos visages von Jeanne Herry
- 2024: Vingt Dieux von Louise Courvoisier

## International Student Jury Award
Seit 2015 werden auch Filme durch eine studentische Jury beurteilt, bestehend aus Studenten der HZ University of Applied Sciences (zuvor Hogeschool Zeeland) und dem University College Roosevelt (Middelburg).
- 2015: Viaje von Paz Fabrega
- 2016: Between Sea and Land von Manolo Cruz und Carlos del Castillo
- 2017: Lieber leben von Mehdi Idir und Grand Corps Malade
- 2018: We the animals von Jeremiah Zagar
- 2019: Beats von Brian Welsh
- 2020: Antigone von Sophie Deraspe
- 2021: Kim Ji-young: Born 1982 von Kim Do-Young
- 2022: Mediterraneo: The Law of the Sea von Marcel Barrena
- 2023: Onder de blote hemel von Lilian Sijbesma
- 2024: Mi tía Gilma von Alexandra Henao

## PZC Award
Wurde zwischen 2009 und 2011 für die beste Literaturverfilmung der vorangegangenen Saison verliehen, gewählt von den Lesern des Provinciale Zeeuwse Courant.
- 2009: Mein Kriegswinter von Martin Koolhoven
- 2010: Precious – Das Leben ist kostbar von Lee Daniels
- 2011: Sarahs Schlüssel von Gilles Paquet-Brenner

## Beste Zeeuwse films
(Die besten Filme aus Zeeland)
- 2012: Wie de gunst aan een gitaar kan geven von Harm Jan Snijder
- 2013: Quarterlife von Marnix Ruben (Jurypreis) und Er mot helemaal niks von Joop Menting (Publikumspreis)
- 2014: Vuurrood von Isabel Lamberti (Jurypreis) und De Wensmoeder von Daphne Koelma und Rein Borcheld (Publikumspreis)
- 2015: Springtij von Jeannice Adriaansens (Jurypreis) und Zeeland Suite von Joost Kuiper (Publikumspreis)
- 2016: Het laatste kunstje von Jacomien Kodde (Jurypreis) und Paradijs Glaswater von Fifi Visser (Publikumspreis)
- 2017: nicht vergeben
- 2018: Ceres von Janet von den Brand (Jurypreis) und Van verlies kun je niet betalen von Helge Prinsen (Publikumspreis)
- 2019: Operatie Oosterschelde von Joop Span (Jury- wie auch Publikumspreis)
- 2020: Boeren broeders von Jules Mathôt (Beste Kurzdokumentation) und Ik ben er even niet von Maartje Nevejan (Beste Langdokumentation)
- 2021: Leven met Lyme von Rosan Stoutjesdijk (Beste Kurzdokumentation) und Een fantast von Rob Maaskant und Paco Maaskant
- 2022: Eindelienge von Hoekman Brothers (Beste Langdokumentation) und 5 uur en 35 minuten. Alles voor de Bocuse d’Or von Remie Openeer (Beste Kurzdokumentation)
- 2023: De Idealenwijk von Jacomien Kodde (beste Langzeitdokumentation) und Ben jij bij mij von Mark Lindenberg und Sophia van Ghesel Grothe (beste Kurzdokumentation)
- 2024: Ik was zo bang von Bart Grimbergen (beste Langzeitdokumentation) und Houtgreep von Simone Gideonse (beste Kurzdokumentation)

## Lions Club Vlissingen Award
Der Preis für den beste Filmpremiere aus Zeeland (seit 2020 nur für fiktionale Werke).
- 2013: Tot de dood ons scheidt von Fifi Visser
- 2014: De bommenlegger van Ritthem von Patrick Bisschops
- 2015: De overkant von Marnix Ruben
- 2016: De tien van Renesse von Tjeerd Muller
- 2018: Van verlies kun je niet betalen von Helge Prinsen
- 2019: En ik van jou von Maarten Swaan
- 2020: Hazegrauw von Remco Texer
- 2021: Terug naar Zotteken Waes von Lobke de Boer
- 2022: Sex Sells von Rudi Brekelmans
- 2023: De laatste lente von Thijs Visser
- 2024: Sous vide von Misja Overberg

## Le Prix Vive le cinéma!
Der Preis für den besten französischsprachigen Film, eingestellt durch die Alliance Française Cœur de Zélande. Der Preis trug zuvor den Namen Prix TV5Monde sowie La Grenouille.
- 2013: Michael Kohlhaas von Arnaud des Pallières
- 2014: Liebe auf den ersten Schlag von Thomas Cailley
- 2015: Madame Marguerite oder die Kunst der schiefen Töne von Xavier Giannoli
- 2016: Einfach das Ende der Welt von Xavier Dolan
- 2017: 120 BPM von Robin Campillo
- 2018: Auferstehen von Cédric Kahn
- 2019: Porträt einer jungen Frau in Flammen von Céline Sciamma
- 2020: Kuessipan von Myriam Verreault
- 2021: Petite Maman – Als wir Kinder waren von Céline Sciamma
- 2022: Les Héroïques von Maxime Roy

## Sylvia Kristel Award (2014–2018)
Von 2014 bis 2018 wurde dieser Preis jährlich an eine Person verliehen, die das Gedenken an den niederländischen Schauspielstar Sylvia Kristel als kulturelles Phänomen und Inspiration weiterführt. Sie saß 2007 auch mal in der Jury, die die Hauptpreise vergab.
- 2014: Sylvia Hoeks
- 2015: Genevieve Gaunt
- 2016: Nina de la Parra
- 2017: Romy Louise Lauwers
- 2018: Wende Snijders

## Perlefür die beste Buchverfilmung (2014–2017)
Der Publikumspreis, im Original „Parel voor de Beste Boekverfilming“, wurde von 2014 bis 2017 auf Initiative der Stichting Collectieve Propaganda van het Nederlandse Boek vergeben. In Frage kamen Buchverfilmungen der vergangenen Saison. Die Stimmabgabe erfolgte über das Internet.
- 2014: 12 Years a Slave von Steve McQueen, nach der gleichnamigen Autobiografie von Solomon Northup
- 2015: Still Alice von Richard Glatzer und Wash West, nach dem gleichnamigen Roman aus dem Jahr 2007 von Lisa Genova
- 2016: Publieke werken von Joram Lürsen, nach dem gleichnamigen Roman von Thomas Rosenboom
- 2017: Tonio von Paula van der Oest, nach dem gleichnamigen Roman von A.F.Th. van der Heijden

## Plakate
Film by the Sea hat seit seiner Gründung jedes Jahr einen anderen Künstler/Fotografen einladen könen, das Festivalplakat zu gestalten. Darunter waren: Anton Corbijn (2001), Erwin Olaf (2002) oder Thom Hoffman (2009).